# Lago Trillium
El lago Trillium es un lago situado a 12,1 km al sur-suroeste del monte Hood, en el estado estadounidense de Oregón. Fue formado debido a la instalación de una represa en la cabecera del arroyo Mud, afluente del río Salmon, obra del Departamento de Pesca y Vida Silvestre estatal en 1960.
El área que ahora ocupa el lago era parte de la ruta Barlow, un componente histórico de la senda de Oregón. Un camino de troncos que atravesaba las marismas permitió a los inmigrantes pasar, en su tiempo, a Summit Meadow, que fue una estación de peaje entre 1866 y 1870. Trillium es un género de flores particularmente notable en la zona.
El lago es popular como destino de pesca, acampe y para fotografías, y a menudo refleja claramente el monte Hood. El cercano campamento Trillium Lake es administrado por el distrito Zigzag Ranger del bosque nacional Monte Hood. El campamento cuenta con una rampa para botes de temporada y un muelle flotante accesible para sillas de ruedas. El lago es un destino de esquí nórdico muy popular desde el comienzo de un sendero a través de la ruta estadounidense 26 desde Snow Bunny. El lago Trillium está rodeado por el sendero del lago Trillium, de 3,2 km de largo.
|                              |
| El lago desde el monte Hood. |

|                      |
| El lago al amanecer. |

|                      |
| El lago en invierno. |